# German History
German History (Ger Hist) ist eine seit 1984 vierteljährlich herausgegebene wissenschaftliche Fachzeitschrift. Sie wird im Auftrag der German History Society durch Neil Gregor (University of Southampton) und Bridget Heal (University of St Andrews) bei der Oxford University Press in Oxford herausgegeben. Es erscheinen Artikel, Buchbesprechungen, Nachrichten und Konferenzberichte zur Geschichte Deutschlands und anderer deutschsprachiger Länder. Die Zeitschrift ist Mitglied im Committee on Publication Ethics und hat einen Impact Factor von 0,357 (2014). Gründungsherausgeberin der Zeitschrift war die britische Historikerin Mary Fulbrook. Von 2001 bis 2006 war die deutsche Historikerin Karin Friedrich Mitherausgeberin.